# Brenda Asnicar
Brenda Daniela Asnicar Mendoza  (Buenos Aires, Argentína, 1991. október 17. –) argentin színésznő és énekesnő.

## Élete
Brenda Asnicar 1991. október 17-én született Buenos Airesben. Első telenovellaszerepét 2001-ben kapta a La Banda de Cantaniños-ban a Telefénél. Legfontosabb szerepe Antonella a Patito Feo sorozatból.

## Filmográfia
| Év        | Cím                                 | TV stúdió                 | Szerep                           |
| --------- | ----------------------------------- | ------------------------- | -------------------------------- |
| 2001-2003 | La Banda de Cantaniños              | Telefe                    | Önmaga                           |
| 2003-2006 | Chicos Argentinos                   | Canal 7                   | Önmaga                           |
| 2007-2008 | Patito Feo                          | Canal 13                  | Antonella Lamas Bernardi         |
| 2009      | Mía, mi amiga invisible             |                           | Mía                              |
| 2010-2011 | Sueña Conmigo                       | Nickelodeon Latinoamérica | Nuria Gómez                      |
| 2011-2012 | Los únicos                          | Canal 13                  | Keira Beltrán                    |
| 2012-2013 | Több mint testőr (Corazón valiente) | Telemundo                 | Fabiola Ferrara / Fabiola Arroyo |
| 2013      | Cumbia Ninja                        |                           | Juana Carbajal                   |

## Diszkográfia
| Év   | Ének                  | CD                      |
| 2007 | Las Divinas           | Patito Feo              |
| 2007 | Tango llorón          | Patito Feo              |
| 2008 | Nene bailemos         | Patito Feo              |
| 2008 | Diosa única           | Patito feo              |
| 2009 | Himno al amor         | Mia, mi amiga invisible |
| 2010 | Hablan de mí          | Sueña conmigo           |
| 2010 | Siempre te esperarè   | Suena conmigo           |
| 2011 | Hagas lo que hagas    | Sueña conmigo 2         |
| 2011 | You Know I'm No Good  | TBA                     |
| 2011 | Tus Juegos            | TBA                     |
| 2011 | If ain't got you      | TBA                     |
| 2012 | Call Tyrone           | TBA                     |
| 2012 | You know I'm not good | TBA                     |
| 2013 | Salten como yo        | TBA                     |
| 2013 | Ojos En La Espalda    | Cumbia Ninja            |
| 2013 | Ceviche               | Cumbia Ninja            |
| 2013 | El Heroscopo Dice     | Cumbia Ninja            |